# Sopra il mare sotto la terra
Sopra il mare sotto la terra (Over Sea, Under Stone) è un romanzo scritto da Susan Cooper nel 1965, primo libro della saga Ciclo delle tenebre. 
Ambientato in una Cornovaglia quasi mitica, la storia narra di una caccia al tesoro che coinvolge tre fratelli e il loro enigmatico zio: sullo sfondo, la leggenda di re Artù e dei cavalieri della Tavola rotonda.

## L'ambientazione
- Tresswick: paesino immaginario sulla costa della Cornovaglia dove lo zio Merry invita i Drew a trascorrere le vacanze estive.

- La Casa Grigia: è l'abitazione affittata dallo zio Merry per ospitare i Drew. Molto antica, dalla pianta arzigogolata e piena di oggetti d'antiquariato: qui i tre fratelli trovano la mappa che dà inizio alla caccia al tesoro.

- Capo Kemare: prende il nome da Re Mark e chiude la baia di Tresswick insieme a un promontorio “gemello”. È disseminato di rocce granitiche, punto di riferimento sulla mappa del tesoro.

## Trama

### Capitolo primo
In una calda giornata estiva la famiglia Drew arriva alla stazione di St Austell, in Cornovaglia: padre, madre e i tre figli (Simon, Jane e Barney) vengono accompagnati dallo zio Merry, un amico di famiglia, alla Casa Grigia di Tresswick, località balneare dove trascorreranno le vacanze. Mentre gli adulti scaricano i bagagli, i tre ragazzi scendono al porto per osservare uno yacht. Qui fanno i loro primi incontri con gli abitanti del paese: Bill Hoover, che investe Jane con la sua bicicletta e risponde con insulti alle sue rimostranze, e il signor Penhallow, un pescatore con cui Barney stringe subito amicizia. Dopo aver visto con stupore Bill salire sullo yacht, i tre ritornano a casa; lì scoprono che lo zio Merry (che aveva notato con preoccupazione lo yacht) è partito senza dare spiegazioni.

### Capitolo secondo
Il secondo giorno di vacanza è rovinato da una pioggia insistente. Costretti a rimanere a casa, i tre fratelli decidono di esplorare le numerose stanze: riforniti abbondantemente di viveri dalla signora Palk, la donna di casa, i ragazzi curiosano in giro, ma trovano soltanto l'astuccio vuoto di un cannocchiale. Presa confidenza con la pianta contorta della vecchia dimora, scoprono che la stanza di Simon e Barney nasconde una scala dietro il guardaroba: non esitano a inerpicarsi in mezzo alle ragnatele.

### Capitolo terzo
La scala dà accesso a una stanza abbandonata da molti anni, disseminata di bauli. Dopo l'iniziale entusiasmo, Simon e Jane rimangono delusi nel trovarli tutti chiusi a chiave. Barney intanto si libera di un torsolo di mela gettandolo in un anfratto; temendo che possa richiamare i topi, Simon lo costringe a riprenderlo. Nell'anfratto Barney trova una vecchia pergamena con degli schizzi e parole in latino; i ragazzi riescono a decifrare solo i nomi di Marco e Arturo. Questo basta a convincere Barney di aver trovato un documento dei cavalieri della tavola rotonda. La sera, la famiglia Drew riceve la visita dei signori Withers, i padroni dello yacht che frequenta il porto di Tresswick; questi invitano tutti i membri a una gita sulla loro imbarcazione il giorno dopo. Solo i maschi accettano con entusiasmo, a eccezione dello zio Merry, che è scomparso dalla sala senza che nessuno se ne accorgesse.

### Capitolo quarto
Il terzo giorno Jane rimane sola nella Casa Grigia: in un baule semi aperto rinviene una vecchia guida di Tresswick con la mappa della costa e il nome di “Capo di re Mark”, che compare anche sulla pergamena. Eccitata dalla scoperta, decide di contattare il vicario del paese, ma al suo posto trova il signor Hastings, il cui nome evoca quello della battaglia di Hastings, un uomo tetro che le chiede insistentemente se la Casa Grigia custodisca qualche vecchio libro. Messa a disagio, Jane abbandona il prima possibile il vicariato.

### Capitolo quinto
Jane torna a casa e viene accolta dai maschi della famiglia entusiasti della gita in barca. La mattina del quarto giorno inizia con una brutta sorpresa: la Casa Grigia è stata svaligiata. Come appurato dalla polizia di St. Austell, nessun prezioso è stato trafugato; solo le mappe appese alle pareti sono sparite. L'esperienza di Jane con il signor Hastings e le domande insistenti rivolte da Norman a Barney sullo yacht convincono i ragazzi che i ladri cercassero la pergamena: capiscono così di avere bisogno dell'aiuto di un adulto e decidono di rivolgersi allo zio Merry.

### Capitolo sesto
I tre ragazzi salgono insieme allo zio sul promontorio gemello di capo Kemare per mostrargli la pergamena lontano da occhi indiscreti. Lo zio prende sul serio i loro sospetti e traduce le scritte in latino, che raccontano come il Graal sia stato portato in Cornovaglia e custodito fino alla vittoria degli eserciti invasori; per sottrarlo ai nemici, il calice è stato nascosto sopra il mare e sotto la pietra. Lo zio Merry rivela ai ragazzi che i signori Withers lo stanno pedinando da tempo e probabilmente sono stati loro a entrare nella Casa Grigia la notte prima; li avverte che la caccia al tesoro che stanno per cominciare è molto rischiosa e difficile e si inserisce nella serie di battaglie tra bene e male che continuano da secoli, fin dai tempi di Artù e dei suoi cavalieri. Mentre lo zio parla, Barney si accorge che la pergamena riporta non tanto una mappa della zona, quanto un disegno della costa vista dal promontorio: il punto di partenza della ricerca è stato trovato.

### Capitolo settimo
Il quinto giorno, lo zio Merry depista i Withers andando a pescare. I tre ragazzi cercano di interpretare il disegno della pergamena: un cerchietto disegnato sulla linea che rappresenta capo Kemare li porta a credere di dover cercare la roccia dietro cui tramonta il sole guardando dal promontorio gemello. Una volta saliti su capo Kemare, vengono sorpresi da Norma Withers insieme a Bill Hoover, che si lancia alle calcagna di Simon per sottrargli la mappa. Dopo un lungo inseguimento a cui si aggiunge un uomo chiamato da Bill, Simon viene salvato dallo zio Merry a bordo della sua giardinetta verde  tutta scassata(faceva un sacco di rumori).

### Capitolo ottavo
A casa, Simon è atteso dai genitori insieme a una vecchia amica, che li ha invitati a Penzance il giorno dopo. Mentre Simon si cambia, i ragazzi continuano ad analizzare la pergamena e riconoscono il simbolo della luna sulla punta di capo Kemare: d'accordo con lo zio Merry, decidono di tornare sul promontorio la notte del giorno dopo, in assenza dei genitori. Il sesto giorno, i tre fratelli si concedono un po' di ozio a spiaggia: Barney si scotta e la sera non può partecipare alla sortita. Simon e Jane salgono su capo Kemare insieme allo zio e scoprono che il secondo indizio sono le piccole rocce sulla punta del promontorio, indicate dalla luna. Ad un certo punto notano che lo zio Merry è sparito. Provando a cercare quest'ultimo si ritrovano circondati da uomini vestiti di nero. Tra questi il Signor Hastings e l'uomo che ha seguito Simon.

### Capitolo nono
Rimasto solo nella stanza, Barney finge di dormire mentre la signora Palk entra di soppiatto nella sua camera con una torcia. Quando racconta i suoi sospetti ai fratelli, non viene creduto. La mattina del settimo giorno, i tre decidono di tornare sul promontorio da soli, visto che lo zio continua a dormire. Al suo risveglio, la signora Palk gli racconta che i ragazzi sono andati in un altro paese dopo aver ricevuto la telefonata di un suo amico: lo zio parte per cercarli.

### Capitolo decimo
Sul promontorio di capo Kemare i tre ragazzi, dopo un iniziale scoraggiamento, trovano l'imbocco di una grotta che scende verticale verso il mare. I loro tentativi di misurarne la profondità vanno sprecati: riescono solo a dedurre che deve essere più lunga di cinquanta metri. Simon avvista lo yacht dei Withers dando ai fratelli il tempo di nascondersi: i loro avversari sembrano impegnati nella ricerca di una grotta lungo la costa.

### Capitolo undicesimo
I ragazzi scendono dal promontorio e si ritrovano immersi nella folla accorsa a Tresswick per il Carnevale d'agosto. Incontrano il signor Penhallow e, chiacchierando con lui, vengono a sapere che la signora Palk è la zia di Bill Hoover. Nella confusione generale, i tre finiscono per rimanere separati.

### Capitolo dodicesimo
Barney non riesce a trovare i fratelli: mentre vaga tra la gente festante, viene rapito dai Withers mascherati da gatto e da sceicco arabo. Questi lo caricano sulla loro macchina e lo portano dal signor Hastings che si dimostra gentile verso Barney: gli offre da mangiare  e cerca di convincerlo che suo zio è accecato dal desiderio di gloria, mentre lui preferisce condividere le sue scoperte con il mondo intero. Barney resiste alla tentazione di rivelare quello che sa e ribatte che lo zio opera “Nel nome di re Artù, e del vecchio mondo prima che scenda l'oscurità”. Il signor Hastings ordina ai Withers di portare Barney con loro sullo yacht perché li guidi nelle loro ricerche.

### Capitolo tredicesimo
Barney è come ipnotizzato dal signor Hastings e lo segue obbediente sulla spiaggia di Tresswick: solo l'ululato del cane Rufus riesce a risvegliarlo. Barney scappa alla Casa Grigia, dove si riunisce con i fratelli. I tre si nascondono in un campo e, una volta seminati i loro inseguitori, decidono di recuperare il prima possibile il Graal. Approfittando della bassa marea, esplorano la costa intorno a capo Kemare e trovano un'apertura in corrispondenza della grotta trovata la mattina: Simon e Barney vi si addentrano legati a della lenza, Jane rimane a sorvegliare l'andamento della marea.

### Capitolo quattordicesimo
Dopo aver percorso faticosamente la grotta, Barney e Simon trovano finalmente il Graal: una coppa d'oro cesellata con scene di battaglie. All'interno è incastonato un astuccio di piombo che custodisce un manoscritto così antico da sbriciolarsi al semplice tocco. Avvertiti da Jane che la marea sta risalendo, i due fratelli escono dalla grotta, ma vengono inseguiti dai loro nemici a bordo di piccoli battelli. Quando Hastings e Withers sono ormai a pochi metri da loro e tutto sembra perduto, lo zio Merry fa la sua comparsa su un motoscafo guidato dal signor Penhallow. Simon riesce a lanciargli la coppa; il manoscritto viene deviato da un colpo di remo di Withers e sprofonda nel mare. Sconfitti, Hastings e Withers si ritirano sul loro yacht.

### Epilogo
I fratelli Drew vengono premiati dal museo locale con cento sterline: il Graal, anche se non riconosciuto come tale, diventa subito oggetto di studio di professori provenienti da tutta Europa. Lo zio Merry rassicura i ragazzi: hanno vinto una battaglia, e un giorno potranno recuperare il manoscritto affondato in mare. 

## Personaggi
- Zio Merry: a dispetto del nome (“Giulivo” in italiano), ha un aspetto grave, accentuato dal naso aquilino e dai capelli bianchi arruffati. La famiglia Drew lo conosce da lungo tempo (era amico del padre di Ellen), ma sa poco sul suo conto: è archeologo avventuriero, spesso svolge viaggi che lo portano a scoprire valli inesplorate e relitti di navi affondate, per poi tornare all'università dove insegna. Barney lo chiama Gumerry (‘'Grand Uncle'’ Merry, ovvero prozio Merry); nel finale viene colpito dall'analogia del suo nome completo (Merriman Lyon) con Merlino. È spesso paragonato a una roccia data la sua imperturbabilità.

- Simon: il primogenito dei fratelli Drew. Non esita a prendere il comando del gruppo facendo leva sulla sua anzianità. Disincantato ma coraggioso, è pronto a qualunque sacrificio per raggiungere i suoi obiettivi.

- Jane: secondogenita dei Drew, è meno spavalda dei suoi fratelli e meno facile all'entusiasmo; però, è più razionale e costante nelle sue ricerche. Spesso si comporta da madre verso i due maschi, preoccupandosi che siano puliti e non si facciano male; a volte ne subisce i lazzi, come nel capitolo primo dove viene derisa per il suo mal di mare; a volte ne sottolinea i difetti, come nel capitolo terzo dove fa pesare a Simon la sua scarsa conoscenza del latino.

- Barney: il più piccolo dei tre fratelli: sognatore e intuitivo, manca di senso della realtà, ma con la sua fantasia è spesso determinante per il proseguimento della ricerca.

- Dick e Ellen Drew: i genitori dei tre protagonisti. Dick è un marinaio in pensione; è fiero dell'indipendenza dei suoi figli. Ellen ha la passione della pittura.

- I signori Withers: Norman e Polly Withers si presentano come fratelli: Norman è un ricco antiquario di Londra padrone dello yacht ormeggiato nel porto di Tresswick. I due sostengono di abitare vicino alla famiglia Drew. Norman si presenta in perfetta tenuta da crociera (calzoni bianchi, blazer di cotone e foulard blu), con uno smagliante sorriso bianco.

- Il signor Hastings: arcigno e con due folte sopracciglia nere che si uniscono sul naso, viene scambiato da Jane per il vicario di Tresswick. Meno elegante di Norman Withers, ma molto più autoritario.

- Bill Hoover: nipote della signora Palk, fa da scagnozzo ai signori Withers e al signor Hastings. È rozzo e impulsivo.

- La signora Palk: si occupa dei pasti e delle pulizie nella Casa Grigia. Cattolica fervente (la si sente cantare “Dio, nostra rocca sempiterna” e “Perdonami o Signore” mentre prepara manicaretti), cucina torte allo zafferano che a sua detta sono introvabili a Londra, oltre a deliziose focaccine, creme e insalate.

- Il signor Penhallow: pescatore della zona, diventa subito amico dei tre fratelli e aiuta lo zio Merry nel finale della storia.